# Флаг Новохопёрска
Флаг городского поселения — город Новохопёрск Новохопёрского муниципального района Воронежской области Российской Федерации — опознавательно-правовой знак, служащий официальным символом муниципального образования.
Флаг утверждён 19 декабря 2008 года решением Совета народных депутатов городского поселения — город Новохопёрск № 5/3 и внесён в Государственный геральдический регистр Российской Федерации с присвоением регистрационного номера 4682.

## Описание
«Флаг города Новохопёрска представляет собой зелёное прямоугольное полотнище с соотношением ширины к длине 2:3, воспроизводящее гербовую композицию: восходящую диагональную волнистую линию белого цвета шириной 1/4 ширины флага, несущую надпись „НОВЫЙ ХОПЕРЪ“ в теневом цвете».

## Обоснование символики
Флаг городского поселения — город Новохопёрск разработан на основе исторического герба уездного города Новохоперска, Высочайше утверждённого 16 (27) августа 1781 года, подлинное описание которого гласит:

«Въ верхней части шита гербъ Тамбовскій: на лазуревомъ полѣ улей и над нимъ три золотыя пчелы; земля зеленая. Въ нижней — рѣка въ зеленом полѣ, на которой написано „Новый Хоперъ“, означающій имя сего города».

В 1779 году Новохопёрск был передан в Тамбовское наместничество и получил статус уездного города Тамбовского наместничества. В 1782 году город Новохопёрск отошёл к Саратовскому наместничеству, а в 1802 году окончательно был присоединён к Воронежской губернии. В 1806 году Александром I был утверждён первый регулярный план города Новохопёрска.
Город расположен на высоком правом берегу реки Хопёр (приток Дона), в 270 км от Воронежа. Река Хопёр — одна из красивейших и чистых рек Европы. Вдоль этой удивительной и хрустально чистой реки расположена территория заповедника. Река Хопёр показана на флаге белым цветом, что отражает уникальные качества её воды.
В 1710 году на месте Пристанского казачьего городка по указу Петра I была заложена Хопёрская земляная крепость (названная затем Новой Хопёрской), сооружение которой завершилось в 1716 году. По воле Петра I здесь заложили и спустили на воду 6 боевых судов первой в России Азовской военной флотилии. Всероссийское значение город приобрёл в 1768—1777 годах, когда здесь, на корабельной верфи строились корабли, составившие основу первого Черноморского флота. В эти годы здесь бывал адмирал Алексей Наумович Сенявин. Всего на Новохопёрской верфи было построено около 30 судов, которые по рекам Хопёр, Воронеж и Дон попадали в Азовское море. Изображение реки Хопёр на флаге напоминает об этих исторических событиях.
Белый цвет (серебро)) — символ чистоты родниковой воды, искренности, совершенства, мира и взаимопонимания.
Зелёный цвет — символ природы, здоровья, молодости, жизненного роста.